# Penny Johnson
Penny Johnson (26 agosto 1955) è un'ex tennista statunitense.

## Carriera
In carriera ha vinto un titolo di doppio, il Japan Open Tennis Championships nel 1979, in coppia con Betsy Nagelsen. Nei tornei del Grande Slam ha ottenuto il suo miglior risultato raggiungendo i quarti di finale di doppio agli US Open nel 1979, in coppia con la connazionale Paula Smith.

## Statistiche

### Doppio

#### Vittorie (1)
| Numero | Anno            | Torneo                                 | Superficie | Compagna       | Avversarie in finale | Punteggio     |
| 1.     | 28 ottobre 1979 | Japan Open Tennis Championships, Tokyo |            | Betsy Nagelsen | Chiao Chuen          | 3-6, 6-4, 7-6 |

### Doppio

#### Finali perse (2)
| Numero | Anno            | Torneo                                    | Superficie  | Compagna      | Avversarie in finale        | Punteggio |
| 1.     | 12 agosto 1979  | US Clay Court Championships, Indianapolis | Terra rossa | Paula Smith   | Kathy Jordan Anne Smith     | 1-6, 0-6  |
| 2.     | 9 novembre 1980 | Hong Kong Open, Hong Kong                 | Terra rossa | Silvana Urroz | Wendy Turnbull Sharon Walsh | 1-6, 2-6  |